# 5675 Evgenilebedev
5675 Evgenilebedev este o planetă minoră (asteroid), cu un diametru de 4,148 km, din centura de asteroizi. A fost descoperită pe 7 septembrie 1986 la Observatorul Astrofizic din Crimeea⁠(d) de Liudmila Cernîh și a fost numită după Lebedev, Evgheni Alekseevici⁠(d). 
Obiectul prezintă o orbită caracterizată de o semiaxă mare de 2,3663136 UAi, o excentricitate de 0,14, o înclinație de 5,72138 ° în raport cu ecliptica.